# Friedrich Issak
Friedrich Issak (* 20. November 1915 in Petrograd; † 11. Mai 1991 in Tallinn) war ein estnischer Speerwerfer.
1937 siegte er bei den Internationalen Universitätsspielen, 1938 wurde er Fünfter bei den Leichtathletik-Europameisterschaften in Paris, und 1939 holte er Bronze bei den Studenten-Weltspielen.
Seine persönliche Bestleistung von 72,07 m stellte er am 6. Juli 1939 auf.